# WDVB-CD
WDVB-CD é uma emissora de televisão estadunidense de baixa potência licenciada para a cidade de Edison, no estado de Nova Jersey, porém sediada em Nova York, no estado homônimo. Opera no canal 23 (22 UHF digital), e é uma emissora própria do Hillsong Channel. Pertence a Trinity Broadcasting Network, e é uma emissora irmã da WTBY-TV (canal 54), emissora própria da TBN licenciada para a cidade de Jersey City, em Nova Jersey. As duas emissoras compartilham estúdios na Union Square em Manhattan, e instalações de transmissão no topo do Empire State Building.

## História

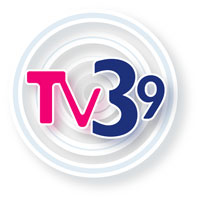
Logo da WDVB-CA quando no canal 39

A emissora entrou no ar no canal 36 UHF com o prefixo W36AS em 12 de março de 1999. A emissora, que era oficialmente uma repetidora, transmitia uma programação independente. Em 2004, tornou-se afiliada da ImaginAsian. Em 4 de janeiro de 2005, a emissora desocupou o canal 36 para evitar causar interferência na potência total da WNJU de Linden, que foi atribuída ao canal 36 para suas operações na TV digital. A emissora mudou-se para o canal 39, e mudou de prefixo para W39CQ em 1 de abril de 2005, além de solicitar o status de classe A. Em 16 de fevereiro de 2005, o prefixo foi alterado para WDVB-CA. No início de 2010, a emissora deixou de exibira a programação da ImaginAsian. Sem nenhuma programação disponível para substituí-la, a WDVB-CA passou a exibir um padrão de teste de barras de cores.
Em 22 de março de 2013, a Edison Broadcasting vendeu a emissora para a LocusPoint Networks. A venda foi fechada em 19 de agosto de 2013.
Em 30 de janeiro de 2018, foi anunciado que a Trinity Broadcasting Network estaria comprando a WDVB-CD por $13 milhões. Em 18 de junho de 2018, o controle da emissora foi passado para a TBN.

## Sinal digital
| PSIP | Canal digital | Resolução de vídeo | Programação                                          |
| ---- | ------------- | ------------------ | ---------------------------------------------------- |
| 23.1 | 22 UHF        | 720p               | Progaramação principal da WDVB-CD / Hillsong Channel |
| 23.2 | 22 UHF        | 480i               | Smile                                                |

A emissora colocou seu sinal digital no ar pelo canal 23 UHF em 30 de dezembro de 2010 em fase de testes sob o prefixo WDVB-LD, e passou a exibir a programação da Mexicanal Network em seu subcanal 23.2 no dia 4 de abril de 2011. Em 9 de abril, passou a exibir a programação da SAB TV no canal 23.3.
Em fevereiro de 2012, o canal 23.4 passou a exibir programação da MATV (Midlands Asian Television). Em maio de 2012, programação com o nome Soy Latino TV foi adicionada no canal 23.2, Mexicanal foi realocada para 23.3 e a SAB TV foi realocada para 23.4, com este subcanal deixando de exibir a programação da MATV.
No início de 2014, o canal 23.1 passou a retransmitir a ZUUS Latino, o 23.2 a TVC+Latino e o 23.4 a Swagat TV. Em junho, ZUUS Latino foi realocada para o canal 23.2, e o 23.1 passou a exibir a ZUUS Country. Swagat TV passou para o 23.3 e a SAB TV passou a ser exibida novamente, por meio do canal 23.4. Em novembro, a ZUUS Latino foi substituída pela Soul of the South Network no 23.2.
Em 2017, o canal 23.3 deixou de exibir programação e o 23.4 passou a transmitir a SonLife Broadcasting Network.
Em 2018, a emissora passou a compartilhar frequência com a WTBY-TV, após a aquisição da Trinity Broadcasting Network. Os subcanais físicos 23.3, 23.5, 23.6 e 23.7 passaram a abrigar a WTBY-TV (com PSIP de 54.1 a 54.4), e os subcanais físicos 23.4 e 23.8 (com PSIP 23.1 e 23.2) ficaram para a WDVB-CD, que passou a transmitir Hillsong Channel no primeiro subcanal e Smile no segundo.
Em 2019, a emissora mudou para o canal 22 UHF.

### Transição para o sinal digital
A emissora solicitou devolução da licença de operação em sinal analógico da WDVB-CA (canal 39 UHF) em 15 de março de 2013, e havia tirado o sinal analógico do ar em 9 de fevereiro, por causa de problemas no transmissor. Desde então, a emissora passou a operar somente em sinal digital.